# ジミー・ペイジ
ジェームズ・パトリック・ペイジ OBE（英語: James Patrick  Page, 1944年1月9日 - ）は、イギリスのロックギタリスト、作曲家、プロデューサー。ハードロックの代表格であり、ビジネス的にも大成功したレッド・ツェッペリンのギタリスト兼リーダー、プロデューサーだった。ロンドン出身。身長180cm。
2023年のローリング・ストーン誌「歴史上最も偉大な250人のギタリスト」において、1位のジミ・ヘンドリックス、2位のチャック・ベリーに続く3位であった。

## 活動及びキャリア

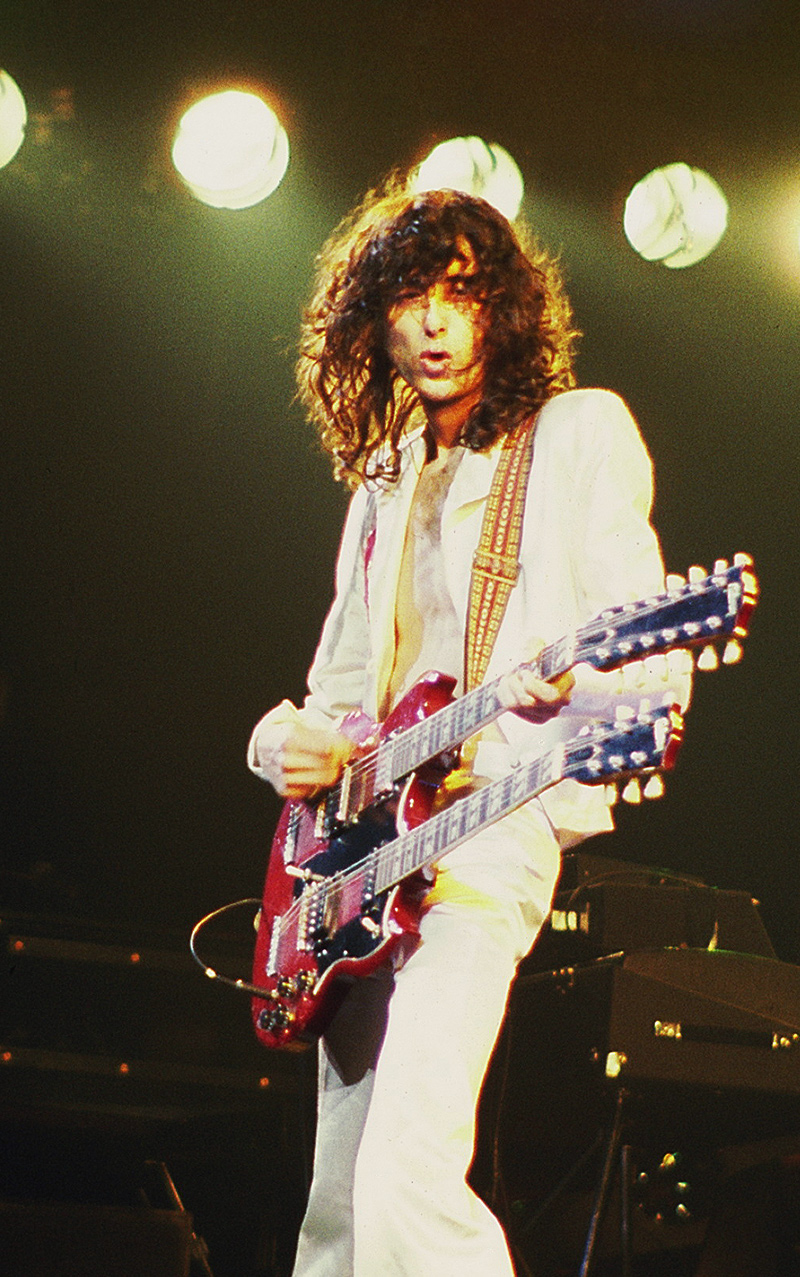
レッド・ツェッペリン時代 (1977年)

### アート・スクール、セッションマン時代
1963年頃からアートスクールとの二足の草鞋でセッション・ギタリストとして活躍、数々のレコードに参加する。当初は「クルセイダーズ」などにも参加し、パーマネントなバンドでの活動を志望していたが、体調不良から断念することになる。セッションマン時代は、主に師匠格のビッグ・ジム・サリヴァンと行動を共にしており、ビッグ・ジムに対して「リトル・ジム」の愛称で親しまれていた。
ペイジは後にアートスクールを退学、プロのセッション・ギタリスト1本に志向するようになる。以下にセッションマン時代の主な活動を記す。
- 1964年、アビー・ロード第一スタジオでジョン・バリー指揮シャーリー・バッシーのヴォーカルによる、映画「007／ゴールドフィンガー」主題曲のレコーディングにアコースティック・ギターで参加。
- ニコの1965年のシングル「I'm Not Sayin'」をプロデュース。
- ザ・フーの数曲（「アイ・キャント・エクスプレイン」「ボールド・ヘッデッド・ウーマン」など）に参加。
- 1966年にデビューしたフランスのミッシェル・ポルナレフのレコードにも参加。
- 1969年に発表されたジョー・コッカーのデビュー盤『心の友』でのハイライト曲「ウィズ・ア・リトル・ヘルプ・マイ・フレンズ」は同年のウッドストック・フェスティバルでのパフォーマンスが有名だが、元のビートルズ作品を3拍子のゴスペル調にアレンジし直したのはペイジであり、イントロでの印象的なディストーションの効いたダブル・チョーキングも含めて、コッカーのデビュー盤ではペイジが10曲中5曲に参加している。

当時は演者側、セッションマン側、プロデューサー側それぞれに守秘義務があり、ペイジ自身も自分のどのプレイがどこで使用されているのか知らされないことも多かったと発言している。また、プロデューサー側も保険をかける意味でセッションマンを雇うときもあり、演奏したものが一切使用されなかったことも度々あったという。
ソロ・デビューは1965年。フォンタナ・レコードからシングル「シー・ジャスト・サティスファイズ/キープ・ムーヴィン」をリリース。また、この前後、エリック・クラプトンとのツインギターによる非公式セッションの様子を録音したブルースナンバーもリリースし、クラプトンの顰蹙を買っている。この件に関してペイジは、レコード会社が勝手にやったと主張している。

### ヤードバーズ
クラプトン脱退後のヤードバーズへの参加を要請されるもののこれを辞退し、以前からの知り合いであるジェフ・ベックを推薦する。ところが、その後、ベースのポール・サミュエル・スミスが脱退したため、1966年6月にヤードバーズにベーシストとして加入。その後ベックが扁桃腺炎で療養に入ったため、ベックの代役でギターパートへ転向。ベック快気後は彼とのツインリード・ギターのスタイルがバンドの売りとなった。その後「トレイン・ケプト・ア・ローリン（ストロール・オン）」、「幻の10年」、「アイム・コンフューズド（後の『幻惑されて（原題Dazed and confused）』）」などの曲を残すが、後にジェフ・ベックが脱退、更にメンバーの音楽性の違いによる不仲からヤードバーズ自身も1968年に空中分解、解散状態となる。ペイジのヤードバーズ加入の直接の動機はとにかくスタジオから抜け出て、（セッションではない）ライブ演奏をしたかったからだという。

### レッド・ツェッペリン結成
バンドの継続に意欲があり、また契約も残っていたペイジは、新メンバーを集めようと試みた。
当初ボーカリストには、スティーヴ・ウィンウッド、もしくはスティーヴ・マリオットを加入させようとしたのだが、共に既に他のマネジメントとの契約で上手く行かず（ただ、この2人のスカウトはこのレッド・ツェッペリンにではなく、それより以前に「キース・ムーン或いはジョン・エントウィッスル考案のレッド・ツェッペリン」に対してなされたものであると言う指摘もある）、次にテリー・リードを起用しようとしたものの加入は叶わず、リードの推薦で元バンド・オブ・ジョイのロバート・プラントをボーカリストに決定。ドラマーはプラントの強い勧めによりジョン・ボーナムが加入した。ベーシストにはセッション・ミュージシャンとして親交があり、技量も折り紙つきであったジョン・ポール・ジョーンズが決まった。レッド・ツェッペリンが誕生し、1969年にファースト・アルバムを発表した。70年代には「ホール・ロッタ・ラヴ」「ブラック・ドッグ」「ロックンロール」「デイジャ・メイク・ハー」「トランプルド・アンダーフット」などの代表曲があった。
- グループ名の由来や、その他のツェッペリンの活動については、レッド・ツェッペリンの項参照。

1971、72年に来日公演を果たしており、71年の広島公演に際してメンバーは平和記念資料館を訪れ、ペイジは「二度と戦争は起こしてはいけない」と涙ながらに語っている。同公演（9月27日）は100%慈善公演で、メンバー4人は広島市役所を訪問し、当時の山田節男市長に被爆者援護資金として当時の金額で約700万円寄贈の目録を手渡している。
席上ペイジは「原爆を落としたのは誰が悪いというのではなく、我々人間の仲間が起こしたことです。同じ人間としてその事実は申し訳ないと思います。そこで少しでも苦しんでいる人達のために自分達が力になれたらと思いました。」とのコメントを発し、
同市長からはツェッペリンのメンバー達に感謝状と、記念として名誉市民章のメダルが授与された。
ただしその公演後、大阪の宿泊先で酔ったメンバーは、日本刀を振り回して掛け軸を斬るなど、数百万単位の損害を与えた。
レッド・ツェッペリンは1980年、ジョン・ボーナムの死去により活動を停止した。

### レッド・ツェッペリン解散以降

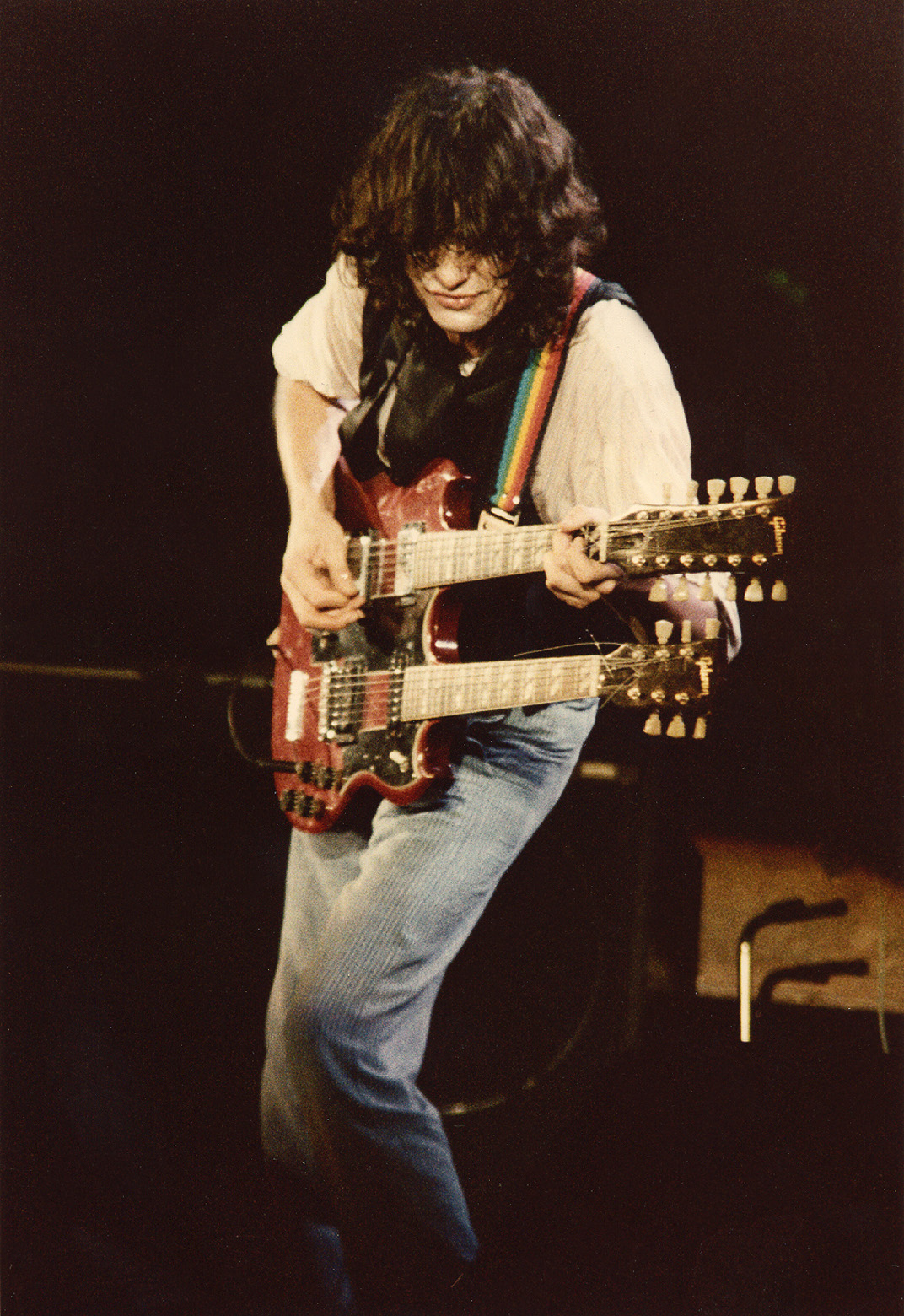
『A.R.M.S.』ロンドン公演 (1983年)

ツェッペリン後のペイジのソロ活動は、映画『ロサンゼルス』(Death Wish II)のサウンドトラックから始まる。
スモール・フェイセスのベーシストであったロニー・レインの呼びかけに応じる形で、1983年9月より数回行われたA.R.M.S.（チャリティー）コンサートにおいて、レッド・ツェッペリン解散後、はじめてソロでステージに登場することとなった。同コンサートにはペイジと並んでエリック・クラプトンやジェフ・ベックも参加した。 公式映像に収められたロンドン公演におけるペイジのステージは、前述のペイジのサウンドトラックからの数曲でスティーヴ・ウィンウッドをボーカリストとして起用し、更に「天国への階段」のインストゥルメンタル・ヴァージョンを演奏。その後、A.R.M.S.のアメリカ公演ではウィンウッドの代わりにポール・ロジャース（元フリー〜バッド・カンパニー）が参加し、ロジャースのソロ・アルバム『カット・ルース』からの曲や、ロジャースと共作したオリジナル曲「ミッドナイト・ムーンライト」も追加された。これがそのままザ・ファームの結成へとつながる伏線となる。
1984年には、元レッド・ツェッペリンのメンバーであった、ロバート・プラントや、ジェフ・ベックらとハニードリッパーズ名義でミニ・アルバムをリリース。その後この二名は、後述のとおり度々共演することとなる。
1985年にはロイ・ハーパーのアルバムに参加し、ツアーにも同行する。また同年「両者のソロアルバムを除く、『レッド・ツェッペリン』と、『フリー』『バッド・カンパニー』などの過去のキャリアの楽曲は演奏しない」という暗黙の了解の下、ザ・ファームを結成し2枚のアルバムとライブツアーを行って解散（アルバムが2枚発売されたのは、「ヒット曲が出るなど、評判がよかったから」とするペイジ側の発言、「当初から2枚ほどアルバムをリリースし、その後ライブも行う予定であった」とするロジャース側の発言とが食い違っている）。
1985年のライヴエイドでは、ツェッペリン解散後初めてロバート・プラント、ジョン・ポール・ジョーンズの3人が合流し、「レッド・ツェッペリン」名義で20分ほどのステージ・パフォーマンスを行う。曲目は「ロックン・ロール」「胸いっぱいの愛を」「天国への階段」であったが、当時の日本でのテレビ生中継では「胸いっぱいの愛を」だけが放送されなかった。しかし非難の電話が殺到したため翌日全曲放送された（ドラマーは、シック、パワー・ステーションのトニー・トンプソンと、当時プラントのソロアルバムでプロデュースや一部ドラムを担当したフィル・コリンズの2名であった）。

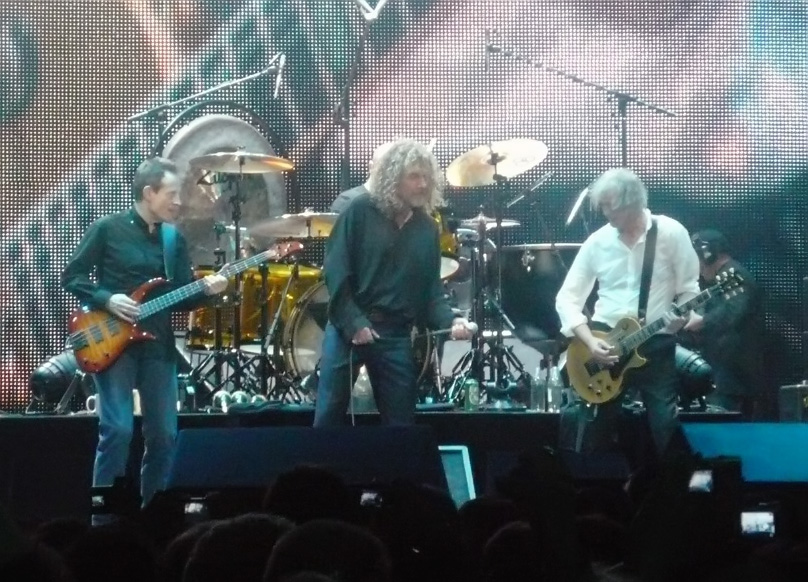
レッド・ツェッペリン再結成ライブ (2007年)

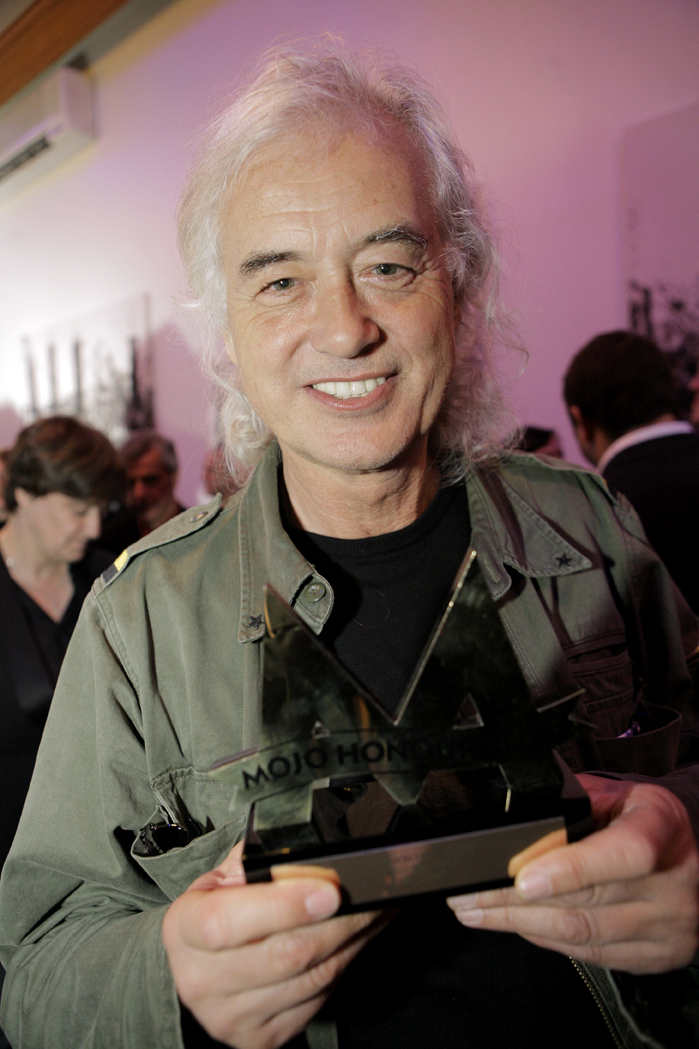
ロンドン『Mojo Awards 2008』にて

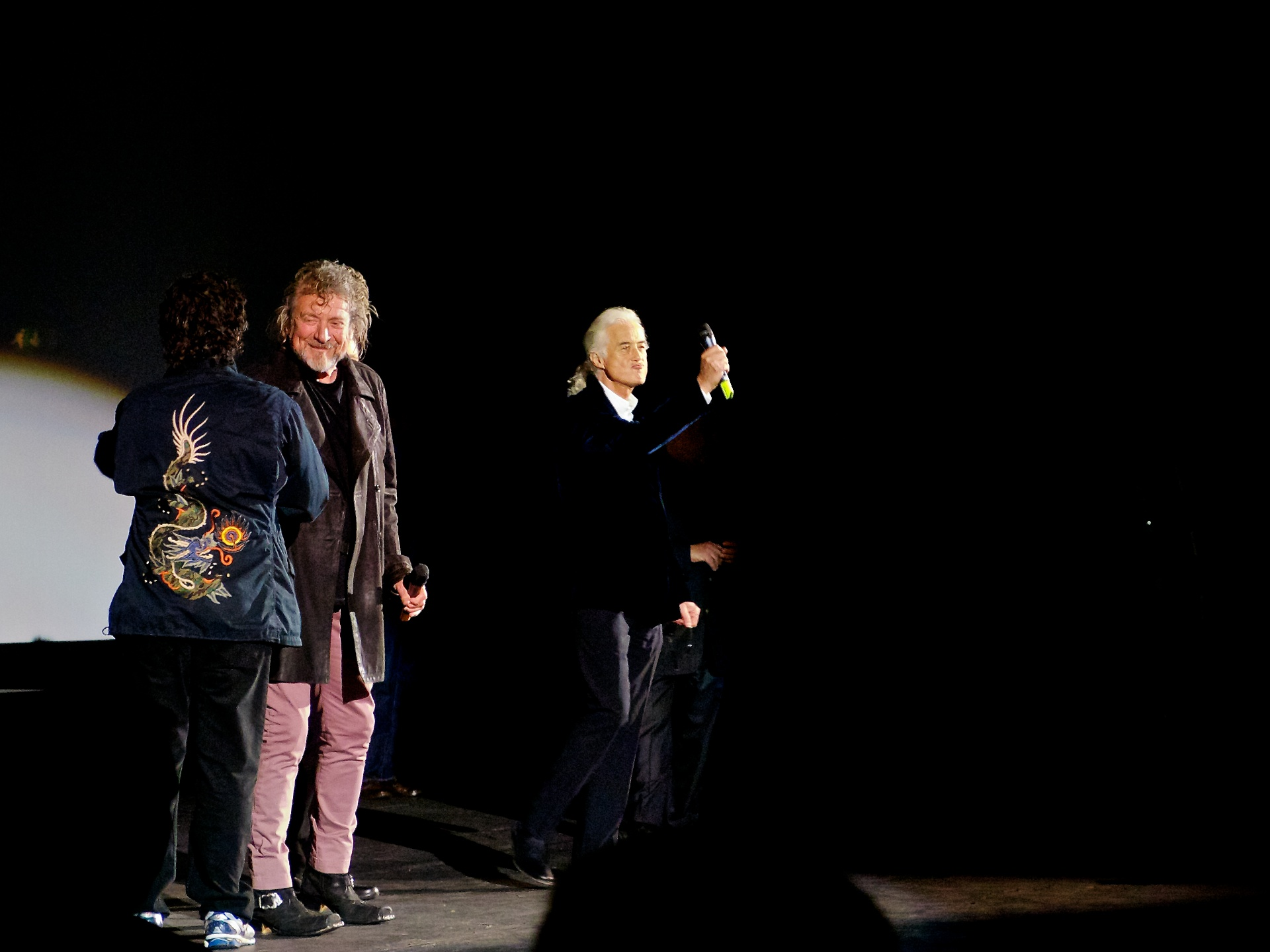
ロバート・プラントと共演 (2012年)

1986年にローリング・ストーンズのアルバム『ダーティ・ワーク』のオープニング曲「ワン・ヒット」のレコーディングに参加し、ストリング・ベンダーを多用したリードギターを演奏している。
その後、1988年にはペイジがゲスト参加したロバート・プラントのアルバム『ナウ・アンド・ゼン』がリリースされた。同年にはプラントがゲスト参加したペイジのソロ・アルバム『アウトライダー』もリリースされて、ペイジはソロ・ツアーも行っている。また、1988年5月、ドラマーにジョン・ボーナムの息子ジェイソン・ボーナムを迎えて「アトランティック・レコード40周年コンサート」にレッド・ツェッペリン名義で出演し、1990年にはジェイソン・ボーナム自身の結婚式（プライベートのライブ）でもの再結成が行われた。更に、1995年のロックの殿堂入りスペシャルライブとしてエアロスミスのボーカリストであるスティーヴン・タイラーと、ギタリストのジョー・ペリー、そして、ニール・ヤングも加えての再結成ライブと、最低4回以上は、レッド・ツェッペリン名義の再結成ライブが行われている。
1993年には元ディープ・パープルのボーカルデイヴィッド・カヴァデールと、カヴァーデイル・ペイジを結成し、1枚のアルバムと日本ツアーだけで解散する（カヴァデールはツアーを続けることを望んだが、ペイジ側から次段落の理由によってキャンセルされた）。
一方、ソロ活動中心であったロバート・プラントは、そういったペイジの行動に煽られ、刺激を受ける形でペイジと合流し、ペイジ・プラントを結成。2枚のフルアルバムや数枚のシングルをリリースし、数回ツアーを行い、現在は中断状態。 ステージ演奏曲目は結成当初の思惑や発言とは異なり、「天国への階段」を除くレッド・ツェッペリン時代の曲目のオン・パレードとなってしまった（それまでにも、この二人はステージなどで共演していて、1990年に行われたロバートのソロバンドのステージへのペイジ参加の様子は、コンピレーション形式のオフィシャルのビデオ映像やCDとなって発売されていた）。
2000年以降には、ブラック・クロウズのステージに参加し、そのセッションではレッド・ツェッペリン時代の曲を中心に演奏し、ライブ・アルバムもリリースした。ツェッペリンとして1度もライブで演奏されたことがない「カスタード・パイ」などが収録されている。その他、チャリティーコンサートも盛んに行っている。
2008年8月24日に行われた北京オリンピックの閉会式に出席し、ボーカルを務めたレオナ・ルイスと共に「胸いっぱいの愛を」を演奏。同年に製作された記録映画『ゲット・ラウド ジ・エッジ、ジミー・ペイジ、ジャック・ホワイト×ライフ×ギター』ではジ・エッジ、ジャック・ホワイトと対談やジャム・セッションを行った。また同映画では史上初めて 自宅内部の撮影が許可され、所蔵した機材やアルバム等が公開されている。
2015年7月、ツェッペリン時代のデジタル・リマスター盤のプロモーションの為に来日。7月30日には44年振りに広島に訪れ、原爆ドームや平和記念公園へ訪問。広島市長である松井一實と会談を交わした。

## 演奏スタイル

### 演奏スタイル
ペイジのギタープレイは、ブリティッシュ・フォークやカントリーに影響を受けつつも、ブルースを基本としている（繰り返し爪弾かれる短いフレーズは、1920年代に活躍したブルースマン、トミー・ジョンソンのフレーズを参考としている。）。アコースティック・ギター演奏の技術も非常に高く、セッションマン時代を通して培われたギタープレイの幅も広い。
立って弾く時は、通常よりも長いストラップを用いてギターを腰よりも低い位置まで下げ、腕を伸ばした姿勢で弾く。その独特の姿は、後に「レスポールは低い位置で弾くもの」という流行を生んだ。なお、最も低かった時は、膝の位置くらいで、手を伸ばしても届くか否かの低さだった。

### 特殊奏法・チューニング
ペイジのサウンド追求は、特殊奏法の多さで知られている。 代表的なものとしては、間奏中のテルミンを使ったパフォーマンス、ギターをヴァイオリンの弓で弾くボウイング奏法、ボトルネックを使用したスライド・ギター、ペダル・スティール・ギター、またペイジの弓弾きをヒントに開発された補助楽器ギズモ・トロン（弦をモーターにより回転する6つのプラスチックの円盤でこする構造になっている）の使用、など。 また、曲によってはオープン・チューニングを使う事でも知られており、ドロップD（Moby Dick）、オープンG、オープンC6等を使用。
また変則チューニングでアイリッシュ・トラッドのギタリストが好んで使うDADGADの「カシミール」がある。

## 使用楽器・ギター

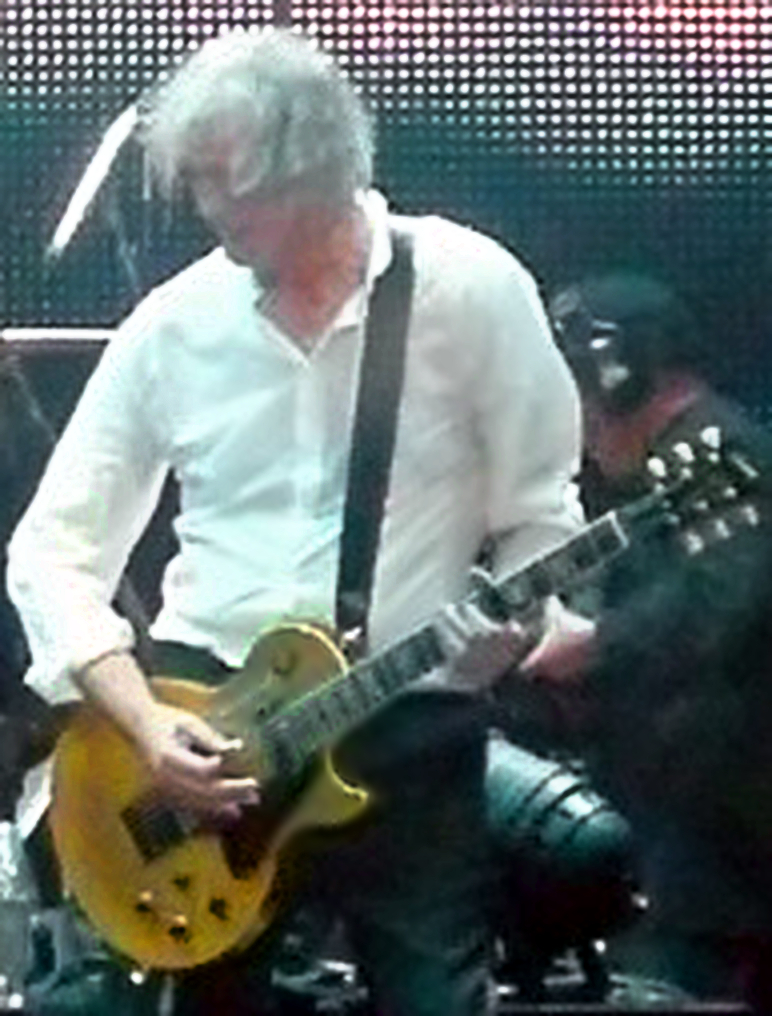
ギブソン社製レスポール

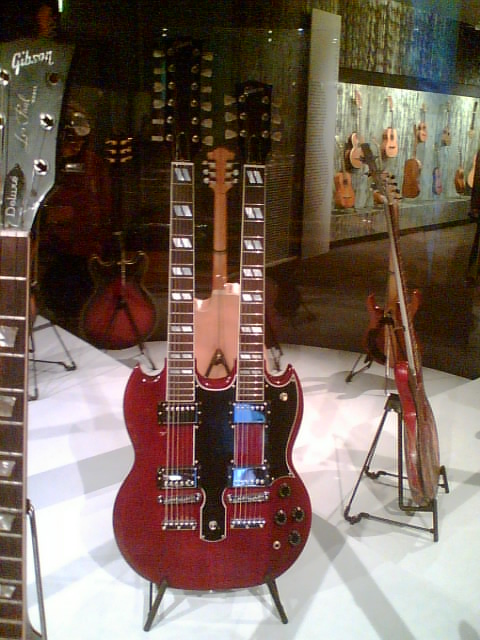
ギブソン社製ダブルネックギターEDS-1275 ※本人の個体ではない

ペイジ自身がインタビューで語ったところによると、最初に手にしたアコースティックギターはスパニッシュタイプでエレクトリックギターは「グラジオーゾ」なるフェンダーのコピーモデルであったという。その後、本物のフェンダーとグレッチのチェットアトキンスモデル(6120)を入手。さらにギブソンのステレオギター(ES345あるいはES355)を入手したもののすぐに下取りに出して1960年製ギブソンレスポールカスタムを入手するに至った。このレスポールカスタムはスタジオ時代、ヤードバーズ時代、レッドツェッペリン初期を通して使用され、盗難に合うまで愛用していた。
ペイジは半世紀にも及ぶ活動実績において多数のギターを使用してきた。以下はペイジの主な使用ギターの一覧である。本項では商業雑誌の取材記事あるいは本人インタビュー等を公式見解として記載しているが、文献や本人のインタビュー内容が取材時期により一定していないため、複数の説が存在する場合がある事を注意されたい。
| モデル                                                                                        | カラー                 | 年式            | S/N                                                          | 解説 |
| --------------------------------------------------------------------------------------------- | ---------------------- | --------------- | ------------------------------------------------------------ | --- |
| フェンダー・テレキャスター                                                                    |                        | 1959年製        | 不明                                                         | ヤードバーズからツェッペリン初期(Iのレコーディングから1969年5月ツアーまで)にかけてのペイジのメインの使用ギター。1966年、メインギターをエスクワイヤーに変更したジェフ・ベックから譲り受けた。ローズウッド指板のネック。ペイジ本人の手によってサイケデリック風にドラゴンのペイントが描かれている。1970年代に友人にペイントを上描きされ、垂れた塗料で回路が破損したため、使用不可能となった。ネックのみ別の1953年製"Botswana Brown"色のテレキャスターに移植された。ボディーはまだ現存しているが、見たらがっかりすることだろう、とのこと。 |
| ギブソン・レスポール・スタンダード                                                            | チェリー・サンバースト | 1958年製        | 不明                                                         | 通称No.1。ペイジのトレードマークと知られ、最も有名な使用ギターである。1969年にジョー・ウォルシュ（後にイーグルスに加入）から500ドルで入手、1969年4月のアメリカ・ツアーから使用され始めた。ラッカー塗装が、経年変化により褪色し、若干レモンドロップ（ハニー・サンバーストだともいわれている）カラーに変色しており、トップに左右非対称に貼り合わされたメイプル材の杢目が、比較的はっきりと確認できる。1958年製のレスポールのネックは、他の年に製造されたものよりも特に太いことで有名だが、米国アクロンの職人ヴァージル・レイの手により薄型の楕円形に削られ、薄いネックに仕上げられている。一番薄い部分はナイフで軽く削ればトラスロッドが露出してしまう程の薄さであるとのこと。そのため、シリアルナンバーの部分も削り落とされてしまい、シリアルナンバーは不明である。ペイジ曰く、入手時には既にネックは削ってあったとのこと。ゴールドのグローバー102ペグ、ホワイトのピックアップセレクターノブ、シャーラーのロックストラップピンに変更されている。製造年については過去にはウォルシュ、ペイジともに1959年製と答えていたが、近年のリリースでは1958年製の説も定着しているが、ギブソンカスタムショップがシグネチャーモデルを製作する際に実物を預かり、様々な分析をしたところ、1959年製、それも製造時期は1960年に近い59年後半である可能性が高いとの報告を行っており、シリアルナンバーを含め、全てが明らかになったわけではない。                                                          |
| ギブソン・レスポール・スタンダード                                                            | チェリー・サンバースト | 1959年製        | 9-1703                                                       | 通称No.2。No.1のサブ・ギターとして使用されている。チェリー・サンバーストの塗装が褪色し、タバコ・サンバーストに近い色に変化している。杢目はNo1.と比べてはっきりしていない。ネックは左右非対称に削られて、幅が細くシェイプされている。ペグはNo.1と異なり、ニッケル色のグローバー102に換装。ピックアップはセイモア・ダンカン製に交換。近年までNo.2がウォルシュから購入したギターとされていたが、実際には1973年にNo.1のバックアップ用として購入したとされている。1975年頃からライブでの使用が確認できる。ツェッペリン解散後にスティーブ・ホイランドによりサーキット回路が大幅に改造されており、ピックガード裏にトーンをコントロールするためと思われる、スプリング式のスイッチが2つ増設されているが、詳しい機能は諸説あり、一説では、2基あるハムバッカーの4つのコイルの階乗通り（4×3×2×1＝24）のスイッチングが可能であるらしい。なお、ギブソンから出たシグネチャーモデルは、実際にそういう仕様であった。また、このギターは通常のレスポールではあり得ないストラトキャスターのような音色を響かせることもできるといわれている。 |
| ギブソン・レスポール・スタンダード                                                            | ワイン・レッド         | 1968年製        | 891539                                                       | 通称No.3。元はゴールド・トップフィニッシュだったが、ワイン・レッドに再塗装され、ピックアップもP-90から、ハムバッキングに改造されている。内部にBベンダー (ストリングベンダーを組み込んだことが、このギターの一番の特徴である。 |
| ダンエレクトロ・3021                                                                          |                        |                 | 不明                                                         | 主にスライド・オープンチューニング用として使用。他のギターでは得られない、良くも悪くも独特なサウンドが得られる。また、ルックスも個性的で、最近ではアメリカのバンドスリーター・キニーのギタリストなどもこのギターを使っていた。ライブでの「カシミール」などで有名。ペイジは同型のギターを複数所有し、時期により様々な仕様が確認できる。中でもバダス・ブリッジに改造されている個体の使用頻度が高かった。 |
| ギブソン・レスポール・カスタム                                                                | ブラック               | 1960年製        | 不明                                                         | ビグスビー・アーム付き。ペイジは1962年に185ポンドで入手。セッション・マン時代からごく初期のライブにて確認可能。1970年、カナダ・ツアーに行く最中に盗難に遭った。3ハムバッキング・ピックアップ。フロントがゼブラ(白黒)のオープン、ミドルがゴールドのカバード(ノーマル)、リアがブラックのオープンと特徴ある仕様となっていた。盗まれる直前にはピックアップセレクターの左右に２つのトグルスイッチが増設されていたことが写真で確認できる。ペイジは、雑誌のインタビューで、セッションマン時代の仕事ではこのギターを使用し、このギターこそイギリスに入ってきた最初のレスポールであった、と主張している。また、2007年12月10日に開催された、ツェッペリンの再結成コンサートにおいて「フォー・ユアライフ」の演奏にこれをギブソンに再現させたシグネィチャー・モデル が使用された。このモデルはピックアップセレクターが増設こそされていないものの、通常の3ポジションのものとは異なり6ポジションでの回路切り替えが行えるタイプが選定してある。 |
| ギブソン・EDS-1275                                                                            | チェリー               |                 | 911117                                                       | 「天国への階段」でのライブでの使用で有名。シリアル#911117で1968年製あるいは1970年から1972年製造の番号帯である。よって文献により製造年が異なっている。ダブルネックギターで12弦側のヘッドが長く、テールピース位置は通常のEDS-1275よりも下げられていて極端にブリッジとの間隔が広い。コントロール系は黒のスピードノブであるが、使用時期によりゴールドのハットタイプや黒とゴールドの混在も見られる。なお、ペイジは同ギターを一時期数本所有していたという説もある。このギターは発売当初、注文を受けてから作られるカスタムメイドギターであり、配線や外観等の詳細は発注したギタリストの要望を汲み、製作されるごとに細かく異なっていた。その後、正式にギブソンから発売された再生産品は、見た目はペイジの使用ギターに多少似せて発売されたが、12弦のヘッドの長さ、テイルピースの位置、ボディの材、配線やピックアップなどの仕様は異なっている。また近年、限定生産でペイジ仕様のEDS-1275もギブソンから発売された。なお、ペイジ本人のEDS-1275は、製作時期などから、ペイジが発注したものではないとの説もあるが、『ツェッペリンはライブで「天国への階段」を1本のギターで弾く事を検討しており、1971から72年の間にペイジ本人が直接ギブソンのカラマズー工場にオーダーした。メインのレスポールのフィーリングに近づけるように通常品よりもネック差し込み角が大きく（傾きが強く）取るよう指定され、テイルピースの取り付け位置を下げることで弦のテンションにも注意が払われている。』とも伝えられている。 |
| フェンダー・ストラトキャスター                                                                | レイクプラシッドブルー | 1964年製        | 不明                                                         | トレモロアームのキャップがブラス製に交換されている。レコーディングではThe Crungeで最初に使用したとペイジ自身が語っている。ライブではZEPPELIN後期からソロ期にかけて使用。ブラジルの孤児たちを支援する目的で行われたチャリティーオークションに出品され、引田天功が落札した。文献によっては1960年製とされている。このギターのシリアルが公式に発表されていないこと、ネブワース等のスチール写真ではミドルピックアップ付近のピックガード固定ネジが1959 - 1963年の特徴と一致することから、正確な製造年は不明であるが、スラブボード（1959年 - 1962年までの間に採用された、接着面がフラットなローズウッド指板。）である事やヘッドのデカールのパテント数などの特徴から月刊Player誌では1959年製であると結論付けている。 |
| フェンダー・テレキャスター                                                                    | ブラウン               | 1953年製        | 不明                                                         | 1975年頃から使用しているテレキャスター。ボディは"Botswana Brown"と呼ばれる濃いチョコレート色のフィニッシュ。パーソンズ製のBベンダー (ストリングベンダー)付きに改造されており、演奏中ストラップによる2弦の1音ベンドができる。さらに6wayブリッジとシャーラーロックストラップピンに換装されている。1975年11月にスタジオスタッフのロブ・ローレンスより購入。ロブはサンディエゴでこのギターを見つけ、ジーンパーソンズにてBベンダーを取り付けてペイジに渡した。使用当初はメイプル指板ネックであったが、後に自身の1959年製（ドラゴン）テレキャスターのスラブボードのローズウッド指板のネックに交換している。このギターにより、「オール・マイ・ラブ」やライブ版の「テン・イヤーズ・ゴーン」などで特徴的なベンディング奏法が確認できる。 |
| フェンダー・テレキャスター                                                                    | ホワイト               | 1966年製        | 不明                                                         | メイプル指板のネックでホワイトボディ。仕様は53年製テレキャスターと同様でパーソンズ製Bベンダー、6wayブリッジ、シャーラーロックストラップピンの交換。入手時期不明であるが、1980年のヨーロッパツアーで使用された。1998年にはペイジ＆プラントの『ウォーキング・イントゥ・クラークスデイル』のレコーディングでも使用されている。 |
| フェンダー・ストラトキャスター                                                                | サンバースト           | 1956年製        | 不明                                                         | メイプルネックでサンバーストのボディ。アームキャップは黒。雑誌等におけるペイジの所有ギター紹介で多く登場するが使用頻度は少ない。1973年にペイジのスタジオで存在が確認され、1974年9月ニューヨークでバッド・カンパニーのライブにペイジが飛び入り参加した際に使用された。 |
| フェンダーエレクトリックXII                                                                   | サンバースト           | 不明            | 不明                                                         | 12弦エレクトリックギター。インタビューにてペイジが語ったところによると、Stairway to heavnのダブル・トラッキングで使用したとのこと。ただし、インタビューの時期により内容が異なることがあり、長年ファンの間では最終結論に至っていない。なお、雑誌で使用楽器として紹介されるエレクトリックXIIはサンバーストであるが、ペイジ自身のギターを取材したものではない。 |
| 型式不明 VOX 12弦ギター                                                                       |                        | 不明            | 不明                                                         | インタビューにてThank youやLiving loving maidのレコーディングで使用したと語っている 。 |
| ギブソン・J-200                                                                               |                        | 1963年製        | 不明                                                         | ファーストアルバムのためにジム・サリヴァンから借りて「ゴナ・リーヴ・ユー」「時が来たりて」「ブラック・マウンテン・サイド」のレコーディングなどに使用。 |
| マーティン D-28                                                                               |                        | 不明            | 不明                                                         | 1970年からライブのアコースティックセットで使用。2011年ロイ・ハーパーとのステージでは、特別な仕様のD-28マーキスを使用していた。 |
| ハーモニー・ソブリン H1260                                                                    |                        | 不明 9631111260 | 「天国への階段」の録音で使用された、アコースティックギター。 | １９６２年製 ハーモニー ソブリン H1260は、天国の階段のレコーディングで使用したギターとして有名です。現在、メトロポリタン博物館の収蔵品となっています。 |
| オベーションダブルネック・アコースティックギター                                              |                        | 1994年製        | 不明                                                         | |
| 型式不明 アンディ・マンソン製 トリプルネック・アコースティックギター（6弦・12弦・マンドリン） |                        | 不明            | 不明                                                         | 元々は、ジョン・ポール・ジョーンズが「テン・イヤーズ・ゴーン」をライブで演奏するために特注したもの。後にペイジも、アンディ・マンソンに製作を依頼した。ジョンジー所有のものと外観（サウンドホール等）が異なり、配線・ピックアップも異なる。 |
| ギブソン・レスポール DTS-1搭載                                                                | ゴールドトップ         | 不明            | 1--2552                                                      | ゴールドトップ：トランスパフォーマンス社製のプロトタイプ版のオートチューニングシステム、DTS-1を搭載するために改造された、カスタム・メイドギター。DTS-1は、演奏中に発生してしまう調弦の狂いを自動調整をして、常に適正なチューニングで弾けることをコンセプトとして開発されていたが、途中開発に協力したペイジのアイデアにより、演奏中も予めマイコンに記憶させた500種類以上のチューニングをコントロールボタンで呼び出して自在に変更することができるという、画期的なシステムとして完成した。カヴァーデール・ペイジやペイジ・プラントなどで使用されている。 |

### ギブソン・シグネチャーモデル
1999年 「The Jimmy Page Les Paul」ギブソンよりアーティストが使用した楽器の再現を意図して作られた初のシグネチャーモデル。ペイジの58年製レス・ポールNo.1を再現ーしたこのギターは、ピックガードにペイジのサインが記され、ポットのコイル・タップによるフェイズ機能、ミックス・ポジションでの直列/並列切り替え機能により26種類のサウンドを出力。ハムバッキングピックアップはフロント（496R）、リア（500T）ともにオープン仕様（ブラックボビン）、ボディ・トップはフィギュアード・メイプル材のブックマッチ仕様。ペイジ仕様の薄めの左右非対称の形状のネック。ペグはグローバーのゴールド色（クルーソン型のボタン）。トラスロッドカバーはStandardロゴ入り。カラーリング名称はライトハニーバースト。ギター製作者はロジャー・ギフィン。
2004年 「Jimmy Page Number One Les Paul」ペイジの要望を具体化して作られたという新しいジミー・ペイジモデルがリリース。リアピックアップはトーンのプッシュ/プルでフェイズのオン/オフが可能。ピックアップは“Jimmy Page BurstBucker”を開発。リアのみオープン仕様（ブラックボビン）。スリムなネックシェイプにペグはグローバー102の褪せたゴールド色。トラスロッドカバーは無地。ペイジによるサイン入りの25本のギター、トムマーフィーによってエイジングした150本、840本のAuthentic版が販売された
2007年 「VOS（Vintage Original Spec）Jimmy Page Signature EDS-1275」をリリースした。全部で250本作られ、ペイジは自身のためにシリアル番号1を保持し、シリアル番号2 - 26は、ペイジによって試奏、およびサインが入れられ、慈善団体のためにオークションに寄付された。
2008年 「Gibson Custom Jimmy Page 1960 Les Paul Custom」は1970年に盗まれたペイジの1960年製レスポール・カスタムを再現したもので、6WAYピックアップセレクタースイッチ等のモダンな修正が施されている。25本、ペイジによってサインされ、さらに500本のサインされていないギターが販売された。
2009年12月 「Jimmy Page No.2 "Number Two" 1959 Les Paul」これは、1974年頃から使用した「ナンバー2」レスポールの再現で、ペイジが考案したものと同じピックアップ切り替えセットアップ、フロント側にJimmy Page BurstBucker、リア側にJimmy Page "Number Two" BuckerPagebuckerを搭載。リアのみオープン仕様（ブラックボビン）。削られたネックプロファイルにペグはグローバー102の褪せたニッケル色。トラスロッドカバーは無地。25本はペイジによってプレイされ（$ 26,000）ギブソンのトムマーフィーによってエイジングされた100本（$16,000）と、200本はVOS仕上げ（$ 12,000）の3種の仕上げで販売された。

### フェンダーカスタムショップ・シグネチャーモデル
2019年にリリース。ヤードバーズ時代からレッドツェッペリン初期まで愛用していた1959年製テレキャスターを再現したモデル。ジェフベックから贈られ、使用開始した時期のほぼノーマル状態、ヤードバーズ期に複数の円形の鏡（化粧用コンパクトと同等サイズ）を複数貼り付けた通称「ミラー」の状態、元のペイントを剥離しナチュラル地肌にドラゴン模様をペイントした通称「ドラゴン」の状態の3形態のモデルが製品化された。すべてペイジ本人の監修のもとに、企画・製作過程やペイジの歴史やインタビューがフェンダーカスタムショップよりYouTubeで公開されるなど密接なコラボレーションの上で実現した。製品にはUSA製、メキシコ製が存在するが、最上級モデルはペイジ自身がドラゴンペイントに参画した製品もある。
なお、実際のドラゴン期ではヘッドのフェンダーロゴは剥離されているが、このカスタムシリーズでは全てフェンダーのスパゲティロゴが貼られている。

## 風説とエピソード

### ペイジと黒魔術
ツェッペリン時代、ペイジは黒魔術へ傾倒していると、しばしば噂された。彼のお気に入りだったとされるアレイスター・クロウリーの遺した言葉が『レッド・ツェッペリン III』のレコードに刻まれていたり、クロウリーの元邸宅を別荘として所有していたなど、状況証拠としてそうだと言えなくはないエピソードはいくつも存在するが、「ファッション的に魔術および魔術的イメージを利用していただけである」との声も少なくない。真偽の程は別にしても、この妖しげなイメージの為か、ロバート・プラントの幼い長男が感染症で亡くなるなど、不幸な事故がツェッペリンの周囲に起こるたびに、バンドに反感を持つ人々は、これは「ツェッペリンのカルマ（業）」の故にだと騒ぎたてた。当時のバンドに対する嫌悪感を示す有名なエピソードに「天国への階段」を逆回転で再生させると悪魔崇拝のメッセージが聴こえるなどと、米国の著名な宗教番組の説法師であったプロテスタント教会の牧師からテレビで非難されてしまったという逸話がある。 本人はこれを、出鱈目でありとんでもないナンセンスだと切り捨てている。また、「天国への階段」の歌詞を作詞したロバート・プラントは黒魔術に傾倒することなどなかったため、雑誌のインタビューなどでこの逸話について問われると今でも大きな不快感を表明する。
アトランティックレコードはこの件に関して「当社のレコード盤は一方向にしか回転しない」と答えている。

### 吝嗇家説
真偽は不明であるが、吝嗇家と証言する人は少なくなく、金銭面では様々なエピソードが知られている。そのためレッド・ツェッペリン時代に「レッド・ウォレット（鉛の財布）」と揶揄されたことがある。
もっとも「俺はケチじゃないぜ、締まり屋なのさ。この差は大きいぜ。」と本人は語っている。通常、権利面では厳しくレッド・ツェッペリンの楽曲の使用料は高額である。また、来日の際には決まって輸入レコードショップなどに立ち寄り、不法に製造販売されている「海賊盤レコード、CDを自身で大量に押収して持ち帰っている」。ただしブートレグを押収したレコード店に対しては店主との写真撮影や店内の客との即席のサイン会などに快く応じ、その協力に報いている。
その一方で広島公演での慈善チャリティーなど、高額の寄付をした例も多数あり、チャリティー活動に関して積極的であることも知られている。
なお、ペイジと交流のあった成毛滋が、文化放送のラジオ番組「パープルエクスプレス・ドクターシーゲルとイリアちゃん」の放送時に語ったエピソードによると、ペイジはレッドツェッペリン結成時に、自身が求める重厚なサウンドが出せる、ボディがメイプルトップ&マホガニーバックのギブソン・レスポールモデルを購入しようとした。しかし当時既にレスポールモデルは、マホガニーの薄くて軽いボディのSGにモデルチェンジしていたため、仕方なく中古の旧レスポールを購入したところ、ミュージシャン仲間に『中古のギターを買うなんて、お前ケチだな』と言われ、それが後々まで『ジミー・ペイジはケチだ』として語られるきっかけとなったという。また、『ジョー・ウォルシュから500ドルでレスポールを買ったので色々言われてるけど、当時(1969年頃)は程度の良いタイガーストライプの59年製だってダン・アームストロングのショップで750ドル出せば誰でも買えたんだ。ウォルシュのギターは最初からネックが削ってあったし、全てがクールだったんだ。』ともペイジ本人が答えている。

### 3大ギタリスト
日本では、エリック・クラプトン、ジェフ・ベックと共に「3大ギタリスト」と評されることがあるが、これは日本のレコード会社が宣伝のために作り出した評価である。

## ディスコグラフィ
- 『ロサンゼルス』 (1982) - Death Wish II The Original Soundtrack (Swan Song SS8511)
- 『ザ・ファーム』 (1985) - The Firm (Victor VDP1016)
- 『ミーン・ビジネス』 (1986) - Mean Business (Victor VDP1080)
- 『アウトライダー』 (1988) - Outrider (Geffen 25XD-1071)
- 『カヴァーデイル・ペイジ』 (1993) - Coverdale・Page
- 『ノー・クォーター』 (1994) - No Quarter: Jimmy Page and Robert Plant Unledded
- 『ウォーキング・イントゥ・クラークスデイル』 (1998) - Walking into Clarksdale
- 『ライヴ・アット・ザ・グリーク』 (2000)- Live at the Greek

## 関連人物
- ミッシェル・ポルナレフ - 「愛の休日」(1972)でペイジがエレキ・ギターをひいている。
- ロイ・ハーパー - 多大な影響を受けたミュージシャンで、レコーディングやツアーにも度々参加している。